# NGC 1310

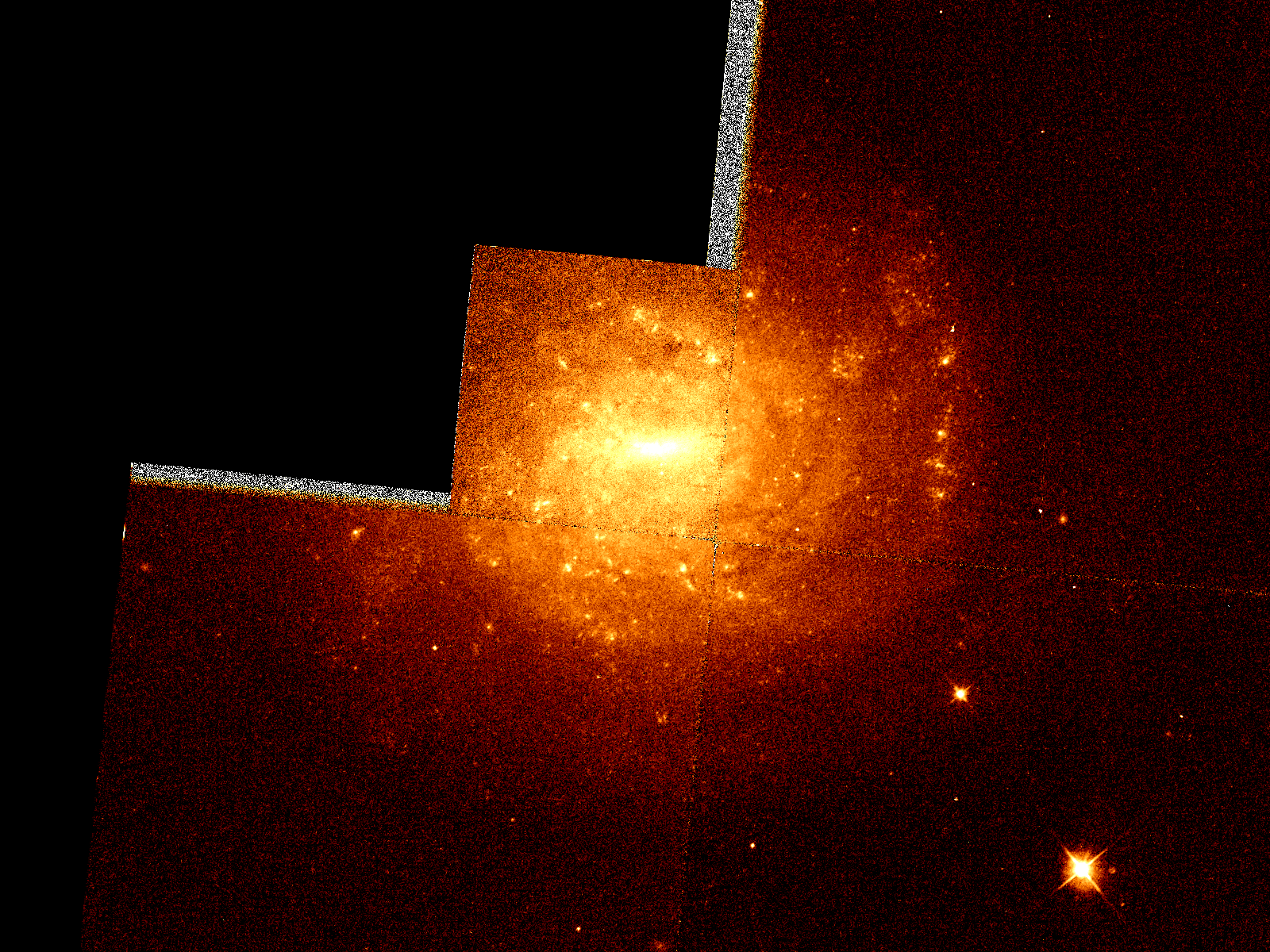
Image de NGC 1310 basée sur les données captées par le télescope spatial Hubble

NGC 1310 est une galaxie spirale située dans la constellation du Fourneau. Elle a été découverte par l'astronome britannique John Herschel en 1835.

## Caractéristiques
Sa vitesse par rapport au fond diffus cosmologique est de 1 696 ± 13 km/s, ce qui correspond à une distance de Hubble de 25,0 ± 1,8 Mpc (∼81,5 millions d'al).
À ce jour, 11 mesures non basées sur le décalage vers le rouge (redshift) donnent une distance de 21,273 ± 3,631 Mpc (∼69,4 millions d'al), ce qui est à l'intérieur des valeurs de la distance de Hubble.
La classe de luminosité de NGC 1310 est III et elle renferme également des régions d'hydrogène ionisé.

## Supernova
La supernova SN 1965J a été découverte dans NGC 1310 le 31 août 1965 par l'astronome américain Gibson Reaves,. Le type de cette supernova n'a pas été déterminé

## Groupe de NGC 1316 et l'amas du Fourneau
NGC 1310 fait partie du groupe de NGC 1316. Ce groupe est aussi membre de l'amas du Fourneau et il comprend au moins 20 galaxies, dont les galaxies IC 335, NGC 1310, NGC 1316, NGC 1317, NGC 1341, NGC 1350, NGC 1365, NGC 1380, NGC 1381, NGC 1382 et NGC 1404.